# Chiara Corbella Petrillo

Chiara Corbella Petrillo (Rim, 9. siječnja 1984. – Rim, 13. lipnja 2012.), talijanska je službenica Božja, za koju se vodi postupak beatifikacije.

## Život
Rođena je 9. siječnja 1984. u Rimu, kao drugo dijete u obitelji Roberta Corbelle i Marie Anselme Ruzziconi. Imala je stariju sestre Elise. Krštena je 5. veljače iste godine, u crkvi sv. Marčelina i Petra u Lateranu, gdje je primila i prvu Svetu Pričest (29. svibnja 1994.) i Svetu Potvrdu (8. listopada 1995.).

## Vanjske poveznice
- Službene stranice postulature